# Noord-Atlantische gyre

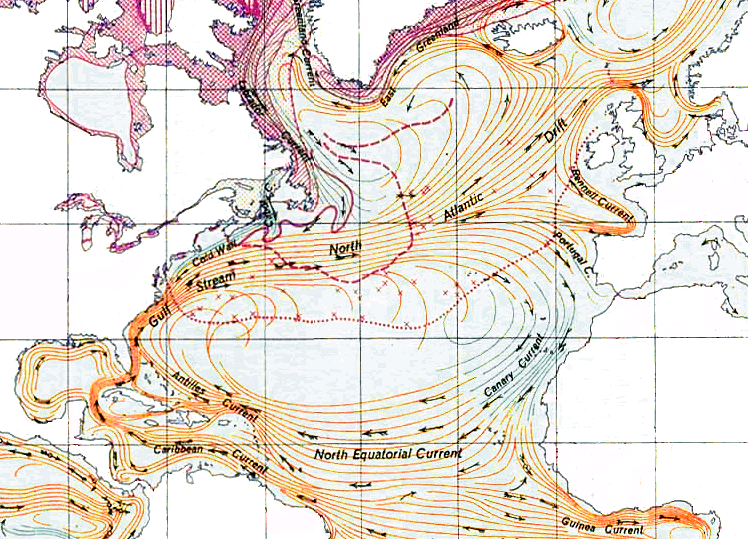
Beeld van de stromingen rond de gyre

De Noord-Atlantische gyre, gelegen in het noordelijke deel van de Atlantische Oceaan, is een van de vijf grote oceanische gyres. Het is een circulair systeem van zeestromingen dat zich uitstrekt over de Noord-Atlantische Oceaan van bijna bij de evenaar tot aan IJsland, en van de oostkust van Noord-Amerika tot de westkust van Europa en Afrika.
De stromingen die de Noord-Atlantische gyre vormen, omvatten de Golfstroom in het westen, de Noord-Atlantische stroom in het noorden, de Canarische stroom in het oosten en de Atlantische Noordequatoriale stroom in het zuiden. Deze gyre is vooral belangrijk voor de centrale rol die het speelt in de thermohaliene circulatie, waardoor zout water ten westen van de Middellandse Zee wordt gebracht en vervolgens naar het noorden gaat om het Noord-Atlantische diepwater te vormen.
De Noord-Atlantische gyre vangt door de mens veroorzaakte zeeafval in de plasticsoep in de Noordelijke Atlantische Oceaan, vergelijkbaar met hoe de Noord-Pacifische gyre het afval van de plasticsoep in de Noordelijke Grote Oceaan vasthoudt.
De Noord-Atlantische gyre vormt de Sargassozee, bekend om zijn stille wateren en dichte zeewierophopingen.

## Seizoensgebonden variabiliteit
Zoals met veel oceanografische patronen, ervaart de Noord-Atlantische gyre seizoensgebonden veranderingen. Stramma en Siedler (1988) stelden vast dat de gyre zich uitbreidt en zich samentrekt met een seizoensvariantie; de omvang van het volumetransport lijkt echter niet significant te veranderen. Tijdens het winterseizoen op het noordelijk halfrond, volgt de gyre een meer zonaal patroon; dat wil zeggen, het verbreedt zich in oost-westelijke richting en versmalt in de noord-zuid richting. Terwijl de seizoenen van winter naar zomer gaan, verschuift de gyre een paar graden naar het zuiden. Dit gebeurt gelijktijdig met de verplaatsing van het noordoostelijke deel van de gyre. Er is geconcludeerd dat zonale afwijkingen binnen de gyre klein blijven, terwijl ze ten noorden en ten zuiden van de gyre groot zijn.
Gegevens verzameld in het gebied van de Sargassozee in het westelijke deel van de Noord-Atlantische gyre hebben geleid tot analytisch bewijs dat de variabiliteit van deze gyre gekoppeld is aan convectieve menging in de winter. Volgens Bates (2001) doet zich een seizoensvariatie van 8-10°C in oppervlaktetemperatuur voor naast een fluctuatie in de gemengde laagdiepte tussen het winter- en zomerseizoen op het noordelijk halfrond. De diepte stijgt van 200 meter in de winter tot ongeveer 10 meter in de zomer. Nutriënten blijven het grootste deel van het jaar onder de eufotische zone, wat resulteert in een lage primaire productie. Toch dringen door convectieve menging tijdens de winter voedingsstoffen de eufotische zone binnen, waardoor in de lente een kortstondige fytoplanktonbloei ontstaat. Dit tilt de gemengde laagdiepte op tot 10 meter.
De veranderingen in de oceanische biologie en de verticale menging tussen winter en zomer in de Noord-Atlantische gyre veranderen per seizoen de totale hoeveelheid koolstofdioxide in het zeewater. Door de trend van meerdere jaren is vastgesteld dat de koolstofdioxideconcentraties in deze stroom in dezelfde mate toenemen als in de atmosfeer. Deze ontdekking komt overeen met die gedaan in de Noordpacifische gyre. De Noord-Atlantische gyre ondergaat ook temperatuurveranderingen via atmosferische golfpatronen. De Noord-Atlantische Oscillatie (NAO) is zo'n patroon. Tijdens de positieve fase verwarmt het de gyre. Dit komt door een verzwakking van de westelijke winden, resulterend in minder windstress en warmte-uitwisseling, waardoor de watertemperatuur van het water langer oploopt.

## Loodvervuiling
Verzamelingen van aerosolen, mariene deeltjes en oceaanwater in de Noord-Atlantische gyre van 1990-1992 hebben geleid tot metingen in de loodisotoopverhoudingen. Deze metingen overschrijden die van de luchtverontreiniging die door de passaatwinden uit Europa wordt meegenomen, wat impliceert dat de meerderheid van de loodbesmetting in de gyre aan het begin van de jaren 1990 vooral werd veroorzaakt door Amerikaanse uitstoot. De oppervlaktelagen van de Sargassozee werden gebruikt om de isotoopconcentraties van lood te schatten. 42-57% van de loodisotopenconcentraties zijn het resultaat van Amerikaanse industriële en automobielverontreiniging, ondanks de vermindering van de productie en het gebruik van gelode benzine in de Verenigde Staten. Loodconcentraties van metingen uitgevoerd na 1992 laten echter een afname van de hoeveelheid loodverontreiniging zien.